# Alpint skiløb under vinter-OL 2022
Alpint skiløb ved Vinter-OL 2022 vil blive afholdt på Xiaohaituo Alpine Skiing Field i Yanqing District, Kina. Konkurrencerne finder sted fra den 6. til den 19. februar 2022.

## Medaljevindere

### Medaljefordeling efter land
| Rank               | Nation             | Guld | Sølv | Bronze | Total |
| ------------------ | ------------------ | ---- | ---- | ------ | ----- |
| 1                  | Schweiz            | 5    | 1    | 3      | 9     |
| 2                  | Østrig             | 3    | 3    | 1      | 7     |
| 3                  | Frankrig           | 1    | 1    | 1      | 3     |
| 4                  | Slovakiet          | 1    | 0    | 0      | 1     |
| 4                  | Sverige            | 1    | 0    | 0      | 1     |
| 6                  | Italien            | 0    | 2    | 2      | 4     |
| 7                  | Norge              | 0    | 1    | 3      | 4     |
| 8                  | USA                | 0    | 1    | 0      | 1     |
| 8                  | Tyskland           | 0    | 1    | 0      | 1     |
| 8                  | Slovenien          | 0    | 1    | 0      | 1     |
| 11                 | Canada             | 0    | 0    | 1      | 1     |
| Total (11 nations) | Total (11 nations) | 11   | 11   | 11     | 33    |

### Mænd
| Event            | Guld                     | Guld    | Sølv                            | Sølv    | Bronze                          | Bronze  |
| ---------------- | ------------------------ | ------- | ------------------------------- | ------- | ------------------------------- | ------- |
| Styrtløb         | Beat Feuz · Schweiz      | 1:42.69 | Johan Clarey · Frankrig         | 1:42.79 | Matthias Mayer · Østrig         | 1:42.85 |
| Super-G          | Matthias Mayer · Østrig  | 1:19.94 | Ryan Cochran-Siegle · USA       | 1:19.98 | Aleksander Aamodt Kilde · Norge | 1:20.36 |
| Storslalom       | Marco Odermatt · Schweiz | 2:09.35 | Žan Kranjec · Slovenien         | 2:09.54 | Mathieu Faivre · Frankrig       | 2:10.69 |
| Slalom           | Clément Noël · Frankrig  | 1:44.09 | Johannes Strolz · Østrig        | 1:44.70 | Sebastian Foss-Solevåg · Norge  | 1:44.79 |
| Superkombination | Johannes Strolz · Østrig | 2:31.43 | Aleksander Aamodt Kilde · Norge | 2:32.02 | James Crawford · Canada         | 2:32.11 |

### Kvinder
| Event            | Guld                       | Guld    | Sølv                           | Sølv    | Bronze                      | Bronze  |
| ---------------- | -------------------------- | ------- | ------------------------------ | ------- | --------------------------- | ------- |
| Styrtløb         | Corinne Suter · Schweiz    | 1:31.87 | Sofia Goggia · Italien         | 1:32.03 | Nadia Delago · Italien      | 1:32.44 |
| Super-G          | Lara Gut-Behrami · Schweiz | 1:13.51 | Mirjam Puchner · Østrig        | 1:13.73 | Michelle Gisin · Schweiz    | 1:13.81 |
| Storslalom       | Sara Hector · Sverige      | 1:55.69 | Federica Brignone · Italien    | 1:55.97 | Lara Gut-Behrami · Schweiz  | 1:56.41 |
| Slalom           | Petra Vlhová · Slovakiet   | 1:44.98 | Katharina Liensberger · Østrig | 1:45.06 | Wendy Holdener · Schweiz    | 1:45.10 |
| Superkombination | Michelle Gisin · Schweiz   | 2:25.67 | Wendy Holdener · Schweiz       | 2:26.72 | Federica Brignone · Italien | 2:27.52 |

### Mixed
| Event      | Guld | Sølv                                                                                    | Bronze |
| ---------- | --- | --------------------------------------------------------------------------------------- | --- |
| Mixed Hold | Østrig · Katharina Huber · Katharina Liensberger · Katharina Truppe · Stefan Brennsteiner · Michael Matt · Johannes Strolz | Tyskland · Emma Aicher · Lena Dürr · Julian Rauchfuß · Alexander Schmid · Linus Straßer | Norge · Mina Fürst Holtmann · Thea Louise Stjernesund · Maria Therese Tviberg · Timon Haugan · Fabian Wilkens Solheim · Rasmus Windingstad |